# L'Aventure (album de Ben Ricour)
Pour les articles homonymes, voir Aventure (homonymie).
Albums de Ben Ricour
Ton image
(2007)
L'Aventure est le titre du premier album du chanteur français Ben Ricour sorti le 4 octobre 2005 sous le label Warner Music France.

## Liste des titres
| No  | Titre                                                      | Durée |
| --- | ---------------------------------------------------------- | ----- |
| 1.  | Vivre à même l'amour                                       | 2:44  |
| 2.  | Dans la plaine                                             | 2:54  |
| 3.  | Plein soleil (coécrit avec Marc Lavoine)                   | 3:25  |
| 4.  | Je me réveille                                             | 3:28  |
| 5.  | Le Risque                                                  | 3:06  |
| 6.  | Ami d'enfance                                              | 2:52  |
| 7.  | L'Aventure                                                 | 3:02  |
| 8.  | Question de peau                                           | 3:24  |
| 9.  | Pas stressé                                                | 3:04  |
| 10. | Je tape fort (corélalisation et programmation : Roudoudou) | 3:30  |

## Personnel
- Réalisé par Jean-Claude Ghrenassia et Olivier Lebé.
- Mixé par Hubert Salou, Patrice Lazareff, Jean-Pierre Sluys.
- Masterisé par Raphaël Jonin.